# نادي هبوعيل حولون
نادي هبوعيل حولون هو نادي كرة سلة إسرائيلي من مدينة حولون ويشارك في الدوري الإسرائيلي الممتاز لكرة السلة، تأسس النادي في عام 1947.